# Jing

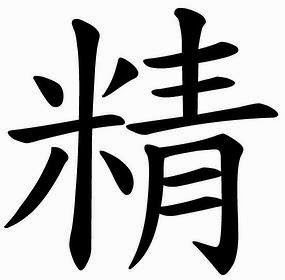
Ideogramma cinese del Jing, che significa propriamente «riso raffinato», quindi un sinonimo di quintessenza.

Il Jing (精 in caratteri cinesi, jīng in pinyin) è un termine del taoismo e della medicina tradizionale cinese con cui si indica l'essenza vitale dell'organismo umano, il suo potenziale creativo e generativo, o la sua riserva di energia, generalmente pensata come un fluido.
Rappresenta l'aspetto yin, primordiale, del Qi, cioè dell'energia fondamentale che scorre nei meridiani, e appartiene ai cosiddetti «tre tesori» dell'individuo  (san bao, 三寶), insieme appunto al Qi («soffio energetico») e allo Shen («spirito»). Con quest'ultimi due è inoltre annoverato nelle cinque sostanze fondamentali oltre al sangue (xue) e ai fluidi organici (jinye). 
Risiede principalmente nei reni, e una delle sue espressioni tangibili è nel liquido seminale e in tutto quanto attiene alla riproduzione. A livello macrocosmico identifica la natura originaria di ogni realtà fenomenica.

## Descrizione
Il Jing è la materia fisica più densa all'interno del corpo umano, all'opposto dello shén, il più volatile e di natura yang. Il Jing rappresenta in particolare l'essenza del rene, organo-funzione dell'elemento acqua, associata agli stati psichici della paura e degli istinti primordiali, nel quale si trova immagazzinato.

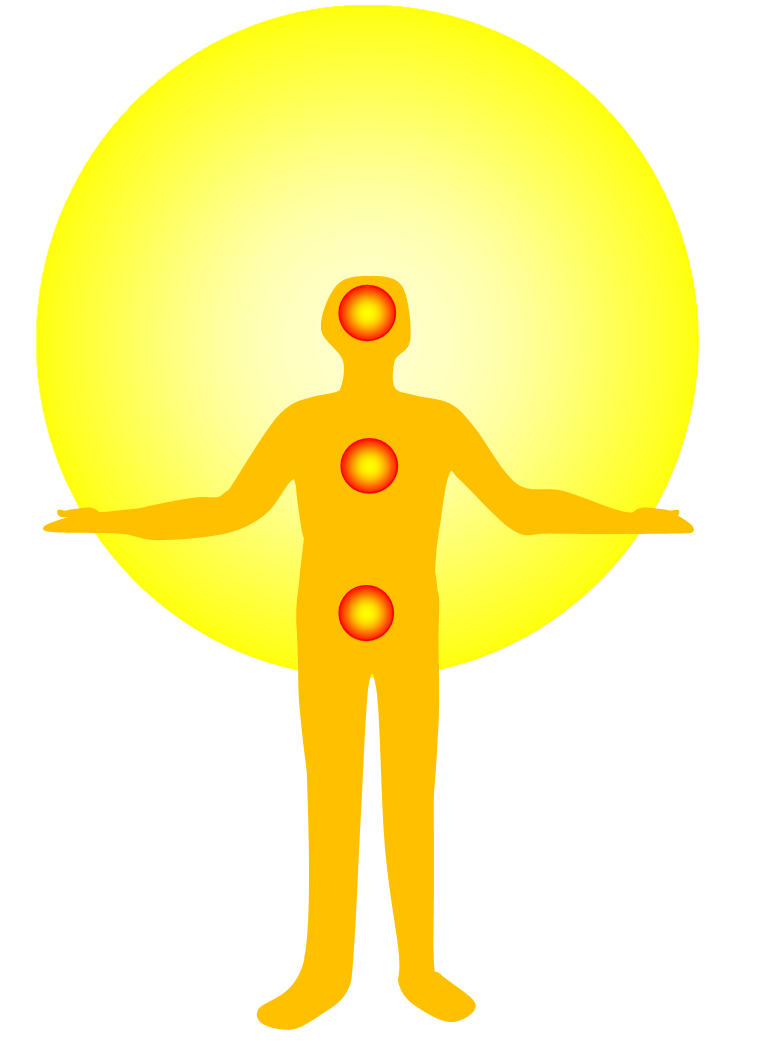
I tre dan tian

Sul piano psichico è collegato alla creatività e alla volontà, intesa come forza ancestrale primigenia, mentre su quello materiale attiene alla sessualità, regolando inoltre la produzione del midollo. I tre tesori Jing, Qi e Shen sono anche situati nei tre Dantian o "centri energetici" (simili ai chakra induisti), assegnati rispettivamente alle regioni inferiore dell'addome, centrale del torace, e superiore del cervello. Il Jing, che risiede nell'addome, costituisce quindi in un certo senso le fondamenta della struttura energetica e psichica dell'individuo.
In molte pratiche taoiste, questi tre principi giocano un ruolo di primaria importanza, ad esempio nelle discipline sessuali e nell'alchimia interiore (specie nel taoismo quanzhen). Il Jing, che è essenzialmente portatore del patrimonio genetico ereditario, è preposto di conseguenza alla produzione del liquido seminale negli uomini e mestruale nelle donne. 
Mentre il Qi governa la dinamicità quotidiana, la funzione principale del Jing è di nutrire, mantenere e conservare il corpo durante la sua crescita, fino alla vecchiaia. In tal senso, possono essere distinte due tipologie di jing:
- jing innato, detto «del cielo anteriore», contenente l'energia prenatale e il patrimonio genetico, e una volta esaurito non può essere più ripristinato. Il suo esaurimento determina la morte;
- jing acquisito o post-natale, detto «del cielo posteriore»: energia reintegrabile tramite assunzioni di cibi appropriati e debitamente purificati, o anche attraverso esercizi respiratori. Migliorando in tal modo la quantità e la qualità del potenziale strutturale dello jing, sarebbe possibile regolare l'adattabilità all'ambiente e rafforzare le difese dell'organismo.[3]

### Reintegro
L'indebolimento o la perdita del jing, e la necessità di un suo reintegro, sono oggetto di numerosi trattamenti, derivanti dalle tecniche marziali del qi gong.
Essendo il Jing a determinare la longevità di una persona, il qigong viene anche usato per ristabilire l'equilibrio perduto e combattere l'invecchiamento prematuro.
Alcuni preparati della farmacologia cinese considerano il ginseng una pianta in grado di rivitalizzare e riparare il jing.